# العلاقات السنغالية الفرنسية
العلاقات السنغالية الفرنسية هي العلاقات الثنائية التي تجمع بين السنغال وفرنسا.

## مقارنة بين البلدين
هذه مقارنة عامة ومرجعية للدولتين:
| وجه المقارنة                                              | السنغال                                              | فرنسا                                                    |
| --------------------------------------------------------- | ---------------------------------------------------- | -------------------------------------------------------- |
| المساحة (كم2)                                             | 196.72 ألف                                           | 643.80 ألف                                               |
| عدد السكان (نسمة)                                         | 15.85 مليون                                          | 67.12 مليون                                              |
| الكثافة السكانية (ن./كم²)                                 | 80.57                                                | 104.26                                                   |
| العاصمة                                                   | داكار                                                | باريس                                                    |
| اللغة الرسمية                                             | لغة فرنسية، اللغة الولوفية، باديارا ‏، اللغة البلنتية | لغة فرنسية                                               |
| العملة                                                    | فرنك غرب أفريقي                                      | يورو، فرنك س ف ب، فرنك فرنسي، Livre tournois ‏            |
| الناتج المحلي الإجمالي (بليون دولار)                      | 16.37 مليار                                          | 2.58 تريليون                                             |
| الناتج المحلي الإجمالي (تعادل القوة الشرائية) بليون دولار | 36.62 مليار                                          | 2.87 تريليون                                             |
| الناتج المحلي الإجمالي الاسمي للفرد دولار أمريكي          | 899                                                  | 36.20 ألف                                                |
| الناتج المحلي الإجمالي للفرد دولار أمريكي                 | 2.33 ألف                                             | 39.33 ألف                                                |
| مؤشر التنمية البشرية                                      | 0.466                                                | 0.888                                                    |
| رمز المكالمات الدولي                                      | +221                                                 | +33                                                      |
| رمز الإنترنت                                              | .sn                                                  | .fr، .bzh ‏، .tf، .re، .wf، .yt، .pm، .paris              |
| المنطقة الزمنية                                           | 00                                                   | أوروبا/باريس ‏، توقيت وسط أوروبا، توقيت وسط أوروبا الصيفي |

## مدن متوأمة
في ما يلي قائمة باتفاقيات التوأمة بين مدن سنغالية وفرنسية:
- ترتبط إقليم ديوربيل مع أفينيون باتفاقية توأمة.
- ترتبط Diawara, Senegal [الإنجليزية]‏ مع لونفي [الإنجليزية]‏ باتفاقية توأمة.
- ترتبط Linguère [الإنجليزية]‏ مع Pont-Sainte-Maxence [الإنجليزية]‏ باتفاقية توأمة.
- ترتبط لوغا [الإنجليزية]‏ مع ميلو (فرنسا) باتفاقية توأمة.
- ترتبط Sakal  [لغات أخرى]‏ مع Argentat [الإنجليزية]‏ باتفاقية توأمة.
- ترتبط تييس [الإنجليزية]‏ مع كاين باتفاقية توأمة.
- ترتبط سانت لويس مع ليل باتفاقية توأمة منذ 1981.
- ترتبط جزيرة غوريه مع درانسي باتفاقية توأمة.
- ترتبط ندياغانياو  [لغات أخرى]‏ مع سانت اربلن باتفاقية توأمة.
- ترتبط بدر (السنغال) مع تراب (مدينة) باتفاقية توأمة.
- ترتبط Joal-Fadiouth [الإنجليزية]‏ مع فينيسيو باتفاقية توأمة.
- ترتبط مدينة ديوربيل مع أفينيون باتفاقية توأمة.
- ترتبط كاولاك مع ميرينياك باتفاقية توأمة.
- ترتبط داكار مع مارسيليا باتفاقية توأمة منذ 23 أبريل 1974.
- ترتبط زيغينشور مع سان مور ديه فوسيه باتفاقية توأمة.
- ترتبط كونغويل [الإنجليزية]‏ مع فونتوني سو بوا باتفاقية توأمة منذ 1998.
- ترتبط تامباكوندا مع لاروش سور يون باتفاقية توأمة.

## منظمات دولية مشتركة
يشترك البلدان في عضوية مجموعة من المنظمات الدولية، منها:
| علم المنظمة | اسم المنظمة                               | تاريخ انضمام السنغال | تاريخ انضمام فرنسا |
| ----------- | ----------------------------------------- | -------------------- | ------------------ |
|             | مؤسسة التنمية الدولية                     | 31 أغسطس 1962        | 30 ديسمبر 1960     |
|             | يونسكو                                    | 10 نوفمبر 1960       | 4 نوفمبر 1946      |
|             | وكالة ضمان الاستثمار متعدد الأطراف        | 12 أبريل 1988        | 28 ديسمبر 1989     |
|             | الأمم المتحدة                             | 28 سبتمبر 1960       | 24 أكتوبر 1945     |
|             | الفريق المعني برصد الأرض                  | ?                    | ?                  |
|             | الاتحاد البريدي العالمي                   | ?                    | ?                  |
|             | البنك الدولي للإنشاء والتعمير             | 31 أغسطس 1962        | 27 ديسمبر 1945     |
|             | الاتحاد الدولي للاتصالات                  | 15 نوفمبر 1960       | 1866               |
|             | منظمة حظر الأسلحة الكيميائية              | ?                    | ?                  |
|             | مؤسسة التمويل الدولية                     | 31 أغسطس 1962        | 20 يوليو 1956      |
|             | المركز الدولي لتسوية المنازعات الاستشارية | 21 مايو 1967         | 20 سبتمبر 1967     |
|             | منظمة التجارة العالمية                    | ?                    | 1995               |
|             | منظمة الشرطة الجنائية الدولية             | ?                    | ?                  |
|             | البنك الإفريقي للتنمية                    | ?                    | ?                  |

## وصلات خارجية
- موقع وزارة الخارجية السنغالية
- موقع وزارة الخارجية الفرنسية